# Блинов, Николай Николаевич (этнограф)
Никола́й Никола́евич Блино́в (7 октября 1839, Зашижемье, Вятская губерния — 18 декабря 1917, Сарапул, Вятская губерния) — российский этнограф, краевед, педагог, писатель, священник, общественный деятель.

## Биография
Николай Николаевич Блинов родился 8 октября 1839 года в селе Зашижемье Вятской губернии (ныне — в Советском районе Кировской области).
После окончания Вятской духовной семинарии в 1860 году служил священником в селе Карсовай Глазовского уезда Вятской губернии. С 1875 года — вольнослушатель юридического факультета Петербургского университета. В 1878 году вернулся на родину и стал внештатным иереем Сарапульского Вознесенского собора. В 1895 году переведён из Сарапула в село Бемыж под полицейский надзор, где служил священником в Свято-Троицкой церкви.
В 1895 году переписывался с В. Г. Короленко по поводу Мултанского дела. После оправдания мултанцев, не соглашаясь с решением суда, опубликовал книгу «Языческий культ вотяков» (1898), в которой доказывал, что жертвоприношения, в том числе и человеческие, у удмуртов некоторых местностей существовали. В связи с этим Блинов настаивал на необходимости просвещения удмуртов — открытия школ и церквей в удмуртских поселениях.
Вернувшись в Сарапул в 1906 году, был заштатным протоиереем, членом совета Вознесенского братства. Внёс значительный вклад в развитие краеведения. Его изданные труды по истории и краеведению Сарапула и Сарапульского уезда, Ижевского и Воткинского заводов, западной части Среднего Прикамья до сих пор находятся в активном обороте исторической науки. Член Русского географического общества, в 1871 году был удостоен бронзовой медали за статью о селе Карсовай.
Делегат I Всероссийского учительского съезда (1872). Издал удмуртскую азбуку «Лыдӟон» по «звуковому методу» и опробовал её в созданной им школе. Подготовил ряд хрестоматий, методических пособий. Его книга «Грамота» (1870) выдержала пять изданий и была отмечена премией Министерства народного просвещения. Активист Вятского губернского земства. Книга для крестьян в форме житейских рассказов Акима Простоты была удостоена золотой медали Министерства государственных имуществ.

## Крупнейшие изданные труды
- Блинов Н. Н. Языческий культ вотяков. — Вятка: Губерн. Тип., 1898. — 103 с. Архивировано 2 марта 2017 года.
- К столетнему юбилею Сарапула. Сарапул, 1880.
- Историко-статистическое описание Сарапульского уезда, Сарапула, Ижевского и Воткинского заводов. Сарапул, 1887.
- Сарапул и Среднее Прикамье. Былое и современность. Сарапул, 1908.